# 橋幸夫
橋 幸夫（、本名：橋 幸男（読み同じ）、1943年〈昭和18年〉5月3日 - ）は、日本の俳優、ミュージシャン。
舟木一夫、西郷輝彦とともに『御三家』と呼ばれている。血液型はA型。著書に認知症の実母の介護生活を綴った『お母さんは宇宙人』がある。
俳優の橋龍吾は息子、演歌歌手の橋宏之（）は甥にあたる。東京都荒川区出身。静岡県熱海市在住。

## 来歴
1943年5月3日、東京府東京市荒川区に呉服屋の9人兄弟の末っ子として生まれた。ちなみに、「橋」という珍しい苗字は、先祖が代々滋賀県で神主を務めていたことに由来するという。学生時代は悪童でボクシングに熱中し、プロテストを勧められたこともあり、心配した母が遠藤実の歌謡教室に通わせたことが、歌の世界に入るきっかけとなった。
1960年7月5日に「潮来笠」で日本ビクター（現・JVCケンウッド）の音楽レコード事業部のビクターレコード（現：ビクターエンタテインメント〈二代目〉）からデビュー、同曲で第2回日本レコード大賞新人賞を受賞し、『第11回NHK紅白歌合戦』にも初出場を果たす。『紅白歌合戦』には第11回から1976年の第27回まで17回連続出場、通算19回出場した。「潮来笠」以降「沓掛時次郎」「中山七里」「佐久の鯉太郎」など「股旅物」の歌謡曲を数多くリリースしている。後にデビューした舟木一夫、西郷輝彦とともに「御三家」としてアイドル的な人気を集める。実はビクターからデビューする以前にコロムビアのオーディションに落ちており、もしコロムビアからデビューしていたら、舟木一夫という芸名になる予定であったと後に述べている。神戸芸能社で仕事をした時期もある。

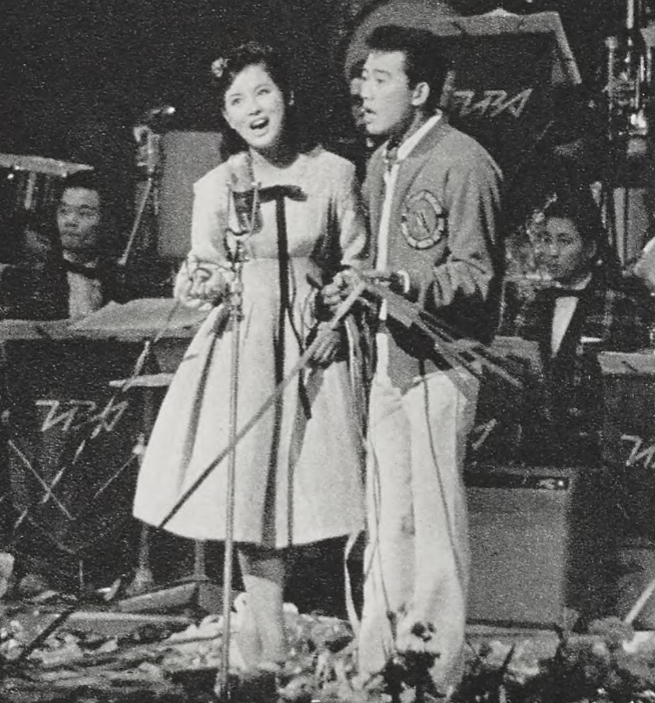
「いつでも夢を」を吉永小百合とデュエット

1962年9月、吉永小百合とのデュエット曲「いつでも夢を」が発売。同曲は発売から「1か月で30万枚という驚異的な記録をたて（半年後の翌年5月に100万枚突破）」る大ヒットとなり、第4回日本レコード大賞を受賞した。
1966年、「霧氷」で再び第8回日本レコード大賞を受賞。同賞ではいずれも史上初となる2度目の大賞受賞、新人賞と大賞の2冠を達成した(当時は最優秀新人賞と最優秀歌唱賞は存在しなかったため、主要な賞は新人賞と大賞のみだった）。また1964年には、邦楽にはじめてエレキサウンドを導入した『恋をするなら』をリリースし、その後『ゼッケンNO.1スタートだ』、『チェッ・チェッ・チェッ -涙にさよならを-』、『あの娘と僕（スイム・スイム・スイム）』と一連のリズム歌謡を発表し、第7回日本レコード大賞企画賞を獲得している。人気と実力を兼ね備えた若手ナンバーワン歌手と目され、映画にも多数出演した。
1963年5月12日、石川県金沢市でのコンサート中に軍刀を持った暴漢に襲われた（詳細は後述）。
御三家（橋幸夫・舟木一夫・西郷輝彦）の時代はオリコンが発足しておらず、御三家には全盛時代のオリコン記録はないが、それでも1969年には「京都・神戸・銀座」がオリコンチャートでトップ10入りするヒットを記録。同年日本航空国際線スチュワーデスだった凡子（なみこ）夫人と搭乗飛行機内で知り合い、1970年に婚約。翌1971年1月に結婚し、長女・長男（橋龍吾）をもうけた。凡子夫人もエッセイストやタレントとして芸能活動を行い、1982年4月から1985年3月までフジテレビ系ワイドショー『ワイドワイドフジ』の司会を担当したほか、講演活動などを行った。夫婦での共著もある。
1971年発売の「子連れ狼」は、元々は劇画のイメージソングだったが、テレビドラマ『子連れ狼』第3部の主題歌になったことで、お茶の間にも浸透。同じくトップ10入りするヒットとなり、第14回日本レコード大賞（大衆賞）、日本歌謡大賞特別賞他を受賞した。
デビューから10年余を過ぎて、佐川急便の出資を受けレコード会社「リバスター音産」を立ち上げ副社長に就任したが、8年後に諸事情で頓挫した。リバスター音産時代の1983年には「今夜は離さない」のヒットで日本有線大賞特別賞を受賞している。
1980年前後に巻き起こった漫才ブームの時期、ザ・ぼんちのぼんちおさむが橋幸夫のものまねを頻繁に披露。歌手としてはやや低迷していた橋にもスポットが当たった。ぼんちおさむが橋の真似をする時のポーズ「あれ〜」を、1981年に橋本人がサンヨー食品のテレビCMで演じ、逆パロディとして話題になった。また清水アキラがものまねのレパートリーとしたことなどもあり、この頃よりバラエティ番組にも数多く登場するようになった。
1984年、女性アイドルグループ、セイントフォーのプロデュースに携わるが、(と、言われているが実際に携わっていた事実は無かったことが分かっている。)彼女らの所属事務所との意見の相違や金銭トラブルなどが相次いで発生し、失敗に終わる。
若い頃、政党からの出馬オファーがあったが、当時から「政治は命がけでやる仕事」と思っていたため、2回とも断ったことを後に明かしている。
1990年には『第41回NHK紅白歌合戦』に14年ぶりに出場。1998年の第49回にも出場し、この年亡くなった吉田正の追悼として「いつでも夢を」を第一部の大トリで歌唱した。
2000年あたりに「御三家」はG3Kと名乗り、ユニットとして活動したこともある。その時『水戸黄門』第29部から第32部にかけて他の「御三家」の面々と共にテーマソング「ああ人生に涙あり」も歌った。
2005年、橋のデビュー45周年を記念して茨城県潮来市の前川あやめ園に記念碑が建てられた。映画『潮来笠』で橋が演じた潮来の伊太郎を（実際に映画で伊太郎を演じたのは小林勝彦であって橋はゲスト出演）モチーフとしたブロンズ像、「潮来笠」の一番の歌詞が刻まれた歌碑、「潮来笠」「伊太郎旅唄」「いつでも夢を」「恋のメキシカンロック」「盆ダンス」の5曲が流れるジュークボックスのセット。
2005年の『第56回NHK紅白歌合戦』でのスキウタアンケートの中間発表では「いつでも夢を」「潮来笠」「霧氷」と3曲がトップ10に登場した。最終結果でも「いつでも夢を」が紅組22位、「潮来笠」が白組68位に登場したものの、肝心の『紅白』には選出されずに終わった。
2012年、「橋幸夫杯介助犬チャリティゴルフコンペ」が10年目を迎えたこの年、日本介助犬協会「介助犬サポート大使」に任命された。
2016年11月に凡子夫人と別居、2017年末に離婚した。
離婚成立後、すぐに50代女性と再婚している。
2018年7月に発表した181枚目のシングル「君の手を」（林よしことのデュエット）では、オリコン演歌・歌謡ランキングで週間1位、週間USEN HIT演歌/歌謡曲ランキング第1位を獲得するなど健在ぶりを示した。
2020年2月1日、歌手デビュー60周年を迎えるにあたり、所属事務所を個人事務所からJVCケンウッド・ビクターエンタテインメントへと復帰し、同社に新たに設立したチーム、“3rdWing”（サードウィング）に所属、古巣に回帰した。
2021年10月4日、東京護国寺の夢グループ本社にて、80歳誕生日の2023年5月3日をもって歌手活動から引退することを発表。加齢による声帯の筋肉の衰えで「歌の馬力や声帯を維持することが難しくなったと実感し、それを隠したりごまかしたりするのは、自分の性格ではできない」と理由を説明した。ラストツアーは、同年12月8日の東京・福生公演『橋幸夫コンサート 人生は長いようであっというま 夢を持って生きよう！』からスタートし、全国160ヶ所を回る予定。なお、歌手活動引退後も芸能活動は継続する。
2022年4月3日、京都芸術大学通信教育部書画コースに入学した。新入生代表として挨拶し、「学び足りなかった学生時代を学び直したい」と語った。
2023年1月12日、橋が所属する夢グループの石田重廣社長の提案により“橋幸夫”の名を継承し、自身の歌を歌い続ける歌手を募集することを発表。4月1日、「二代目　橋幸夫を探せ！」オーディションの決勝大会が開かれ、川岸明富、進公平、徳岡純平、小牧勇太が選ばれた。4人はそれぞれ「夫」に異なる漢字を当てて「はしゆきお」として活動する予定とされた。
2023年5月1日、東京・浅草公会堂でラストコンサートを行う。開演前の会見では「二代目　橋幸夫」の4人も紹介され、グループ名を「yH2」とすることが発表された。橋幸夫の「夫」に別々の漢字を当て、4人が「はしゆきお」を名乗るプランは取りやめとなった。「yH2」は2023年9月6日の正式デビュー時には徳岡純平、進公平、小牧勇太の3人組となる。
2024年4月15日、東京都内で記者会見し、歌手に復帰すると発表した。歌手活動をやめて以降、ファンから活動再開を願う声が寄せられたことを明かし、「引退会見でけじめをつけたつもりだったが、歌を歌うことが使命だったんだと思った」と話した。そして「声が出なくなるまでやりたい」と頭を下げた。26日、埼玉・大宮ソニックシティで行われた「橋幸夫フィルムコンサート＆トークショー」で歌手としての再スタートを切った。
2025年5月20日、アルツハイマー型認知症の診断を受けたことが公表された。診断書によると、2022年に軽度のアルツハイマー型認知症と診断され、翌年11月には右頭頂葉脳梗塞を併発。2024年12月に中等度のアルツハイマー型認知症と診断されたという。医師の助言もあり、芸能活動は継続する。

## 暴漢事件
1963年5月12日、金沢市の金沢市観光会館で、ショーを行った際に暴漢に襲われるという事件が起こる。ラストステージのフィナーレのときにそれは起こった。客席から一人の男が軍刀を持ち橋に切りかかり、それを止めに入ったマネージャーが右手中指がちぎれそうになる程の重傷を負った。橋は咄嗟の判断で軍刀の刃を握り締め、相手に抜かれないように両手で強く握り締めた。その後、関係者などに取り押さえられ、橋は大事には至らなかったが、手のひらと腕と肩と顔に2週間の怪我を負った。なお、橋はこの後遺症で左手小指を伸ばすことができない。それでも、このような危機を凌ぐことが出来たのは、「ボクシングをやっていたからだった」と橋本人が語っている。
逮捕された男は、過去に傷害事件を起こしたこともある前科持ちの男であった。また同ステージに参加していた漫才師、晴乃ピーチク・パーチクのパーチク（手塚清三）も後頭部に怪我を負っている。
『いつみても波瀾万丈』にて橋本人が、「刀を強く握っていなかったら、指をすべてもっていかれた」と語っていた。

## 人物
文化人としても知られている。デビューシングルが7月5日に発売されたこととプロ野球選手で二刀流として知られる大谷翔平が7月5日生まれであることから橋も「芸能人と文化人の二刀流」といわれることもある。
先述しているが、第2回日本レコード大賞新人賞を獲得したが、実は橋が新人賞第一号である。2024年12月30日放送の『まさかの一丁目一番地』で日本レコード大賞の資料の第1回日本レコード大賞の新人賞の欄に何も書いてなかった為、スタッフが橋に尋ねた所、「第1回はまだ新人賞がなかった」と答えた。また、「大賞はまだ早いけど、この子に何かしたいよね」って話が上がって、新人賞なるものをいただいたようです」とも述べている。日本レコード大賞新人賞は初め橋の為に作られた賞だった。

## ディスコグラフィ

### シングル
| NO  | 発売日         | 規格番号      | A面                                         | B面(c/w)                              | 備考 |
| 1   | 1960年7月5日   | VS-367        | 潮来笠                                      | 伊太郎旅唄                            | ○第2回日本レコード大賞（新人賞） 大映映画『潮来笠』主題歌                                                             |
| 2   | 1960年8月20日  | VS-378        | あれが岬の灯だ                              | 君恋い波止場                          | |
| 3   | 1960年10月5日  | VS-407        | おけさ唄えば                                | 逢いたいぜ                            | 大映映画『おけさ唄えば』主題歌                                                                                        |
| 4   | 1960年11月5日  | VS-420        | 喧嘩富士                                    | 流転がらす                            | 大映映画『喧嘩富士』主題歌                                                                                            |
| 5   | 1960年12月10日 | VS-455        | 木曽ぶし三度笠                              | 新三ひとり旅                          | 大映映画『木曽ぶし三度笠』主題歌                                                                                      |
| 6   | 1961年3月5日   | VS-478        | 磯ぶし源太                                  | 緋桜ふぶき                            | ○第3回日本レコード大賞（作詞賞受賞曲） 大映映画『磯ぶし源太』主題歌                                                   |
| 7   | 1961年5月5日   | VS-497        | 若い素顔                                    | (夜のスイートピー）                   | 共演:山中みゆき |
| 8   | 1961年5月5日   | VS-506        | 南海の美少年 （天草四郎の唄）               | 花の白虎隊                            | |
| 9   | 1961年5月20日  | VS-521        | わが生涯は火の如く                          | 故郷の花はいつでも紅い                | ニュー東映映画『わが生涯は火の如く』主題歌 c/w「故郷の花はいつでも紅い」は三菱重工提供「田園ソング」                  |
| 10  | 1961年7月5日   | VS-534        | 沓掛時次郎                                  | 浮名の渡り鳥                          | 大映映画『沓掛時次郎』主題歌                                                                                          |
| 11  | 1961年8月5日   | VS-553        | すっとび仁義                                | あばれ天竜                            | 大映映画『すっとび仁義』主題歌（『平凡』募集当選歌）                                                                  |
| 12  | 1961年9月5日   | VS-567        | 明日を呼ぶ港                                | 振り向いたあいつ                      | 大映映画『明日を呼ぶ港』主題歌 c/wの「振り向いたあいつ」はNHKラジオ歌謡                                               |
| 13  | 1961年10月5日  | VS-573        | 東京の美少年                                | 故郷の灯は消えず                      | |
| 14  | 1961年10月20日 | VS-587        | 俺ら次郎長                                  | 喧嘩旅                                | TBS連続時代劇『俺ら次郎長』主題歌                                                                                     |
| 15○ | 1961年11月30日 | VS-605        | 北海の暴れん坊                              | （伊太郎笠）                          | |
| 16  | 1961年12月15日 | VS-612        | 花の兄弟                                    | 兄弟鴉                                | 大映映画『花の兄弟』主題歌                                                                                            |
| 17  | 1962年1月10日  | VS-617        | 江梨子                                      | （初恋の湖）                          | 大映映画『江梨子』主題歌                                                                                              |
| 18  | 1962年2月5日   | VS-642        | 悲恋の若武者                                | いで湯恋しや                          | 大映映画『悲恋の若武者』主題歌                                                                                        |
| 19  | 1962年3月22日  | VS-693 SVS-21 | （この日のために 〜東京オリンピックの歌〜） | 東京オリンピック音頭                  | 共演:市丸、松島アキラ、神楽坂浮子 「東京オリンピック音頭」は吉永小百合「フラワー・ニッポン」（VS-977）c/wとしても発売 |
| 20  | 1962年4月5日   | VS-678        | かっこいい節                                | （仲良し踊り）                        | 共演:神楽坂浮子、神楽坂とき子                                                                                         |
| 21  | 1962年5月5日   | VS-685        | 悲しき天使                                  | 慕情のワルツ                          | |
| 22  | 1962年5月20日  | VS-718        | 中山七里                                    | 雲と三度笠                            | 大映映画『中山七里』主題歌                                                                                            |
| 23  | 1962年6月20日  | VS-741        | 若いやつ                                    | 大学の青春                            | TBS連続ドラマ『若いやつ』 松竹映画『若いやつ』主題歌                                                                  |
| 24  | 1962年8月5日   | VS-783        | 美少年忠臣蔵                                | おぼろ月夜の三度笠                    | |
| 25  | 1962年8月20日  | VS-837        | あした逢う人                                | すずらん娘                            | 大映映画『あした逢う人』主題歌                                                                                        |
| 26  | 1962年9月10日  | VS-806        | 成田の花太郎                                | 成田おどり                            | |
| 27  | 1962年9月20日  | VS-807        | いつでも夢を                                | （あすの花嫁）                        | ○第4回日本レコード大賞受賞曲 日活映画『いつでも夢を』主題歌 共演:吉永小百合                                           |
| 28  | 1962年10月5日  | VS-810        | わが胸に歌は消えず                          | 雲が呼んでいる                        | c/w「雲が呼んでいる」はNHK テレビドラマ『雲が呼んでいる』主題歌                                                       |
| 29  | 1962年12月5日  | VS-871        | 花の折鶴笠                                  | 風流数え歌                            | 東映映画『花の折鶴笠』主題歌                                                                                          |
| 30  | 1963年1月5日   | VS-904        | 太陽の街                                    | 玄海千鳥                              | 北九州市誕生記念、毎日新聞社・RKB毎日選定歌                                                                           |
| 31  | 1963年2月5日   | VS-927        | 舞妓はん                                    | 祇園ブルース                          | 松竹映画『舞妓はん』主題歌                                                                                            |
| 32  | 1963年3月20日  | VS-956        | 北海の流氷                                  | 若いこだま                            | NHK「今日の歌」 c/w「若いこだま」はNHK「成人の日の歌」                                                                |
| 33  | 1963年4月15日  | VS-863        | 新博多どんたく                              | （博多山笠）                          | 夕刊フクニチ新聞社当選歌                                                                                              |
| 34  | 1963年4月20日  | VS-991 SVS-30 | 若い東京の屋根の下                          | 夜のブルース                          | 日活映画『若い東京の屋根の下』主題歌 共演:吉永小百合                                                                  |
| 35  | 1963年4月25日  | VS-994        | この街この海この山を                        | （青い目赤い目）                      | 国土美化の歌 新生活推進運動協会選定歌                                                                                 |
| 36  | 1963年5月5日   | VS-970        | お祭り小僧                                  | 瞼の母                                | |
| 37  | 1963年5月5日   | VS-997        | 箱根山                                      | 今宵の夢に                            | TBS連続ドラマ『箱根山』主題歌                                                                                         |
| 38  | 1963年6月5日   | VS-1000       | 東京ギター                                  | 俺は流れ鳥                            | |
| 39  | 1963年6月25日  | VS-1024       | 薩南健児の歌                                | （よみがえる青春）                    | NHKラジオ第一放送 芸能ホール連続劇主題歌                                                                              |
| 40  | 1963年8月5日   | VS-1086       | 白い制服                                    | 芸魂                                  | |
| 41  | 1963年9月20日  | VS-1106       | 通天閣の灯                                  | （君よ夕陽は沈んでも）                | |
| 42  | 1963年10月20日 | VS-1145       | お嬢吉三                                    | 関の弥太っぺ                          | |
| 43  | 1963年11月5日  | VS-1146       | 若い歌声                                    | （花は呼んでも）                      | TBSドラマ『いつでも歌を』主題歌 共演:吉永小百合                                                                       |
| 44  | 1963年12月5日  | VS-1160       | 月夜の渡り鳥                                | 風流いろは唄                          | 松竹映画『月夜の渡り鳥』主題歌                                                                                        |
| 45  | 1964年1月15日  | VS-1179       | 赤いブラウス                                | 星の出る頃                            | |
| 46  | 1964年2月5日   | VS-1182       | 白井権八                                    | 葵若衆                                | |
| 47  | 1964年2月25日  | SV-1          | あゝ特別攻撃隊                              | （太陽は撃てない）                    | |
| 48  | 1964年3月20日  | SV-12         | 花の舞妓はん                                | 妹                                    | 松竹映画『花の舞妓はん』主題歌                                                                                        |
| 49  | 1964年4月25日  | SV-36         | そこは青い空だった                          | （空色のワルツ）                      | 共演:吉永小百合 |
| 50  | 1964年5月20日  | SV-53         | わすられぬ人                                | （男がほんとに哭くときは）            | 『平凡』当選歌 |
| 51  | 1964年6月5日   | SV-59         | 青いセーター                                | 霧のローカル飛行場                    | |
| 52  | 1964年7月10日  | SV-73         | 孤剣                                        | 落花の舞                              | |
| 53  | 1964年7月20日  | SV-86         | 東京五輪音頭                                | 東京音頭                              | c/wの「東京音頭」は三沢あけみと共演                                                                                   |
| 54  | 1964年8月5日   | SV-87         | 恋をするなら                                | 孤独のブルース                        | ○第7回日本レコード大賞（企画賞受賞曲） 松竹映画『孤独』主題歌                                                         |
| 55  | 1964年8月20日  | SV-90         | 蘭太郎街道                                  | （月夜三味線）                        | 共演:山中沙南子 |
| 56  | 1964年9月20日  | SV-96         | ゼッケンNO.1スタートだ                      | 外人墓地                              | ○第7回日本レコード大賞（企画賞受賞曲）                                                                                |
| 57  | 1964年10月20日 | SV-124        | 大利根仁義                                  | たった一人の君なのに                  | |
| 58  | 1964年10月30日 | SV-149        | 君のひたいに光る汗                          | （愛することからはじめよう）          | 第19回芸術祭参加作品                                                                                                  |
| 59  | 1964年11月20日 | SV-150        | チェッ・チェッ・チェッ -涙にさよならを-     | 愛をこめて                            | ○第7回日本レコード大賞（企画賞受賞曲） 松竹映画『涙にさよならを』主題歌                                               |
| 60  | 1965年1月20日  | SV-174        | さすらい者                                  | 星に聞いても                          | |
| 61  | 1965年2月20日  | SV-187        | 恋のインターチェンジ                        | 花の仁義                              | |
| 62  | 1965年3月5日   | SV-202        | 愛のしあわせ                                | （若草物語）                          | 共演:吉永小百合 |
| 63  | 1965年3月20日  | SV-193        | 八州喧嘩笠                                  | 気まま街道                            | |
| 64  | 1965年4月5日   | SV-230        | すっ飛び野郎                                | 飴やまかり通る                        | 松竹映画『すっ飛び野郎』主題歌                                                                                        |
| 65  | 1965年4月20日  | SV-209        | さわらびの丘                                | 小さな幸せみつけたね                  | A:朝日放送クレハホームソング                                                                                          |
| 66  | 1965年5月20日  | SV-219        | 未練                                        | 情無用の渡り鳥                        | |
| 67  | 1965年6月5日   | SV-238        | ふたりの夜                                  | 恋の渚                                | |
| 68  | 1965年6月5日   | SV-248        | あの娘と僕 -スイム・スイム・スイム-         | 涙の小窓                              | ○第7回日本レコード大賞（企画賞受賞曲） 松竹映画『あの娘と僕』主題歌                                                   |
| 69  | 1965年7月15日  | MV-254        | 調和音頭                                    | （調和踊り）                          | 日本総調和連盟選定 共演:三沢あけみ、小林良巳                                                                          |
| 70  | 1965年7月17日  | SV-284        | 僕等はみんな恋人さ                          | ぜったい好きだぜ                      | |
| 71  | 1965年7月20日  | SV-279        | 月の舞妓はん                                | 与四郎笠                              | |
| 72  | 1965年10月15日 | SV-303        | あなたをつれて                              | 無法者                                | |
| 73  | 1965年11月15日 | SV-321        | 残侠小唄                                    | あんこはお嫁に                        | 松竹映画『赤い鷹』主題歌                                                                                              |
| 74  | 1965年12月10日 | SV-337        | ひとりの旅路                                | 禁じられた恋のブルース                | |
| 75  | 1966年1月15日  | SV-348        | 雨の中の二人                                | ネェ、君、君                          | 松竹映画『雨の中の二人』主題歌                                                                                        |
| 76  | 1966年2月15日  | SV-362        | 君、星よりもはるかなり                      | おれたちの歌                          | B:家の光愛唱歌、田園ソング                                                                                            |
| 77  | 1966年3月15日  | SV-372        | 哀愁の果てに                                | 夜更けのラブコール                    | |
| 78  | 1966年4年15日  | SV-384        | 夢みる港                                    | あの娘は街へ                          | 共演:吉永小百合 |
| 79  | 1966年4月15日  | SV-387        | 喧嘩笠                                      | 紅萌ゆる                              | |
| 80  | 1966年6月15日  | SV-417        | 汐風の中の二人                              | 恋のアウトボート                      | 松竹映画『汐風の中の二人』主題歌                                                                                      |
| 81  | 1966年6月23日  | SV-432        | 恋と涙の太陽                                | 太陽だって泣いている                  | 松竹映画『恋と涙の太陽』主題歌                                                                                        |
| 82  | 1966年8月15日  | SV-445        | 殿様小僧                                    | てんてこ漫遊記                        | c/w「てんてこ漫遊記」は朝日放送『てんてこ漫遊記』主題歌                                                               |
| 83  | 1966年9月15日  | SV-457        | 旅に行こうよ                                | 今日子                                | |
| 84  | 1966年10月15日 | SV-471        | 霧氷                                        | 星にきいてみる                        | ○第8回日本レコード大賞受賞曲                                                                                          |
| 85  | 1966年12月10日 | SV-496        | シンガポールの夜は更けて                    | 南十字に涙して                        | 松竹映画『シンガポールの夜は更けて』主題歌                                                                            |
| 86  | 1967年1月10日  | SV-520        | 殺陣師一代                                  | 花のお江戸の若さま侍                  | c/w「花のお江戸の若さま侍」は日本テレビ『若さま侍捕物帖』主題歌                                                       |
| 87  | 1967年2月15日  | SV-521        | 名なし草                                    | 5人の仲間                             | 共演:ザ・フレッシュメン                                                                                               |
| 88  | 1967年3月15日  | SV-537        | 夜は恋する                                  | バラ色の二人                          | c/w「バラ色の二人」は松竹・ビクター提携映画『バラ色の二人』主題歌                                                     |
| 89  | 1967年5月1日   | SV-558        | 恋のメキシカン・ロック                      | 若い渚                                | 松竹映画『恋と夢と冒険』主題歌                                                                                        |
| 90  | 1967年6月1日   | SV-571        | 東西南北音頭                                | （思い出のレコード）                  | 日本ビクター40周年記念、共演:三沢あけみ                                                                               |
| 91  | 1967年7月15日  | SV-584        | そばにいておくれ                            | 水色の夜の恋                          | |
| 92  | 1967年8月15日  | SV-599        | 若者の子守唄                                | 郷愁                                  | |
| 93  | 1967年10月5日  | SV-625        | 佐久の鯉太郎                                | 恋の磐梯山                            | |
| 94  | 1967年12月5日  | SV-636        | 思い出のカテリーナ                          | 銀座で逢った人だから                  | |
| 95  | 1968年2月5日   | SV-672        | 花太郎笠                                    | 成田ばやし                            | |
| 96  | 1968年4月5日   | SV-683        | 夜明けの二人                                | 夢見るジェーン                        | 松竹映画『夜明けの二人』主題歌                                                                                        |
| 97  | 1968年6月5日   | SV-708        | 雨のロマン                                  | 虹のレーク・タウン                    | |
| 98  | 1968年6月15日  | SV-720        | 大名古屋音頭                                | （新大須音頭）                        | 中日新聞、東海テレビ他選定歌、共演:三沢あけみ                                                                         |
| 99  | 1968年7月5日   | SV-723        | 恋はせつなく                                | 夕陽に消えた恋                        | |
| 100 | 1968年8月5日   | SV-744        | 赤い夕陽の三度笠                            | 旅寝の子守唄                          | |
| 101 | 1968年11月5日  | SV-765        | 乙女川                                      | 幻の瞳                                | 松竹・ビクター・ワールドプロ提携映画『恋の乙女川』主題歌                                                              |
| 102 | 1969年1月5日   | SV-787        | 鯉名の銀平                                  | 星の三度笠                            | |
| 103 | 1969年3月5日   | SV-812        | 京都・神戸・銀座                            | 北国の連絡船                          | |
| 104 | 1969年7月5日   | SV-857        | 荒野のまごころ                              | 別れの眉月                            | 松竹映画『花と喧嘩』主題歌                                                                                            |
| 105 | 1969/9/5       | SV-881        | 思い出はリビエラの雨                        | 銀のロザリオ                          | |
| 106 | 1969年12月5日  | SV-903        | 東京-パリ                                   | 哀愁の花びら                          | 松竹・ワールドプロ提携映画『東京⇔パリ 青春の条件』主題歌                                                              |
| 107 | 1970年1月5日   | SV-915        | この世を花にするために                      | この道                                | |
| 108 | 1970年4月5日   | SV-2001       | 俺たちの花                                  | 花影の小径                            | |
| 109 | 1970年6月5日   | SV-2030       | 浮巣の半次郎                                | むすめ七谷                            | |
| 110 | 1970年7月5日   | SV-2063       | 北国の白い花                                | 女が指輪を捨てるとき                  | 共演:水野洋子 |
| 111 | 1970年12月5日  | SV-2112       | 風に吹かれて来た男                          | 裏町の灯り                            | |
| 112 | 1971年2月5日   | SV-2139       | 次郎長笠                                    | 次郎長旅姿                            | |
| 113 | 1971年7月25日  | SV-2181       | 新山男の唄                                  | 明日があるから                        | 『週刊明星』募集歌 |
| 114 | 1971年10月5日  | SV-2197       | 人生無情                                    | 一心太助                              | |
| 115 | 1971年12月5日  | SV-2219       | 子連れ狼                                    | 刺客道                                | ○第14回日本レコード大賞（大衆賞） 日本歌謡大賞特別賞、日本有線大賞郵政大臣賞 全日本有線放送大賞特別賞                 |
| 116 | 1972年5月5日   | SV-2268       | 何処へ                                      | 飛鳥路                                | |
| 117 | 1972年9月5日   | SV-2292       | 三途の川の乳母車                            | 大五郎子守唄                          | |
| 118 | 1973年1月25日  | SV-2319       | 帰って来た潮来笠                            | 雨降り峠                              | |
| 119 | 1973年7月25日  | SV-2356       | 坂道のふたり                                | 殉愛                                  | |
| 120 | 1973年8月25日  | MV-1038-S     | 伊太郎ばやし                                | 花笠太鼓                              | c/wの「花笠太鼓」は古都清乃と共演                                                                                     |
| 121 | 1973年9月25日  | SV-2373       | 日本のこころ                                | お伊勢ばやし                          | 第60回伊勢神宮式年遷宮奉賛歌                                                                                          |
| 122 | 1973年10月5日  | SV-2379       | 向こう通るは                                | 江戸の花                              | 日本テレビ『伝七捕物帳』主題歌                                                                                        |
| 123 | 1973年11月5日  | SV-2390       | 少年時代                                    | 冬の子守唄                            | |
| 124 | 1973年11月25日 | MV-1050-S     | おとぼけ音頭どどんがどん                    | 海峡かもめ                            | |
| 125 | 1974年2月25日  | SV-2414       | 小さな寝顔                                  | 子供たちよ                            | |
| 126 | 1974年9月25日  | SV-2438       | 京ごよみ -沖田総司-                         | 青年期                                | ○第16回日本レコード大賞（中山晋平・西条八十賞受賞曲）                                                                 |
| 127 | 1974年11月25日 | SV-2450       | 噂の金四郎                                  | さかずき小唄                          | テレビ朝日『ご存じ金さん捕物帳』主題歌                                                                                |
| 128 | 1975年6月25日  | SV-2488       | 花の喧嘩旅                                  | ある結婚式                            | |
| 129 | 1975年7月25日  | MV-1093       | お祭り音頭                                  | ふるさと囃子                          | 共演:西川峰子 |
| 130 | 1975年9月25日  | SV-2507       | 傘                                          | 東京シャンゼリゼ                      | |
| 131 | 1976年2月25日  | SV-2525       | おとこ酒                                    | 今夜はどうかしているぜ                | |
| 132 | 1976年11月25日 | SV-6124       | 人生はまだ語れない                          | あの娘について                        | |
| 133 | 1977年2月25日  | SV-6179       | 浅草人情                                    | ふるさとの父母                        | |
| 134 | 1977年10月25日 | SV-6310       | 股旅グラフィティ さらば渡り鳥               | 全日本こども音頭金太が一番            | |
| 135 | 1978年3月25日  | SV-6371       | 泥んこ                                      | 邪魔者                                | |
| 136 | 1978年4月1日   | PRA-10365     | 秩父路                                      | 花あかり                              | （委託製作） |
| 137 | 1978年5月25日  | SV-6415       | 股旅'78                                     | さすらいびとの数え歌                  | |
| 138 | 1978年9月25日  | MV-2019       | 宇宙博音頭                                  | （UFO音頭）                           | 共演:三沢あけみ |
| 139 | 1978年12月25日 | SV-6532       | またたびの詩                                | 宿場                                  | |
| 140 | 1979年5月25日  | SV-6588       | 大東京音頭                                  | 秩父路                                | 共演:金沢明子 |
| 141 | 1979年9月25日  | SV-6636       | 街のコスモス                                | 旅のひととき                          | |
| 142 | 1979年11月25日 | SV-6661       | 江戸っ子だい                                | 浮雲ひとつ                            | テレビ東京『そば屋梅吉捕物帳』主題歌                                                                                  |
| 143 | 1980年8月21日  | SV-7034       | 法師の宿                                    | 肩よせて                              | |
| 144 | 1981年2月21日  | MV-3023       | 昭和音頭                                    | （銀座ぶらぶら踊り）                  | 共演:金沢明子 |
| 145 | 1981年2月21日  | MV-3030       | 高見山音頭                                  | 土俵人生                              | |
| 146 | 1981年10月2日  | SV-7174       | さそい雨                                    | やん衆船出の唄                        | |
| 147 | 1982年7月21日  | SV-7232       | あばれ駒                                    | 能取岬                                | |
| 148 | 1983年7月21日  | 7RC-0006      | ささえ                                      | 寝顔                                  | |
| 149 | 1983年7月21日  | 7RC-0007      | 今夜は離さない                              | 男と女                                | ○日本有線大賞特別賞 共演:安倍里葎子                                                                                   |
| 150 | 1984年5月21日  | 7RC-0019      | みちゆき列車                                | 夜の浮草                              | |
| 151 | 1984年8月21日  | 7RC-0031      | 絆                                          | —                                     | |
| 152 | 1984年9月5日   | 7RC-0032      | 帆船賛歌 藍青の旅立ち                       | 風を追い越して                        | |
| 153 | 1985年5月21日  | 7RC-0045      | 泣くな恋人よ                                | いない・いない・いない                | |
| 154 | 1985年8月4日   | 7RC-0050      | 野風増                                      | くちべに                              | |
| 155 | 1986年6月5日   | 7RC-0067      | あの橋わたれ                                | 会えて良かった                        | NHK『みんなのうた』                                                                                                   |
| 156 | 1986年11月5日  | RTC-1001      | 流れおけさ節                                | お春                                  | |
| 157 | 1987年6月5日   | 7RC-0084      | スターダスト上海                            | 山河緑なり                            | 共演:ステファニー |
| 158 | 1988年5月3日   | RTM-0035      | 約束                                        | 愛の気                                | |
| 159 | 1990年2月21日  | RVSI-00002    | 暖春                                        | 縦貫道路                              | |
| 160 | 1990年3月21日  | RVSI-00003    | 荒野をひとり                                | 母                                    | |
| 161 | 1993年2月20日  | NTS-2         | 約束（ニューバージョン）                    | いま煌めいて                          | |
| 162 | 1993年10月21日 | VIDL-10451    | さよならのタンゴ                            | 冬の海                                | |
| 163 | 1994年8月24日  | VIDL-10550    | メッセージ                                  | 悔いない人生                          | |
| 164 | 1995年4月21日  | VIDL-10639    | お袋の袋                                    | 明日もまた逢おう                      | |
| 165 | 1996年5月22日  | VIDL-11015    | 面影渡り鳥                                  | 以蔵残月                              | |
| 166 | 1999年4月21日  | VIDL-30416    | 歌                                          | 孤愁人・良寛                          | |
| 167 | 2000年7月5日   | VIDL-30502    | 男ざかり                                    | 愛ことば                              | |
| 168 | 2000年8月23日  | VIDL-30507    | 小さな手紙                                  | 小さな手紙（橋ソロ）                  | 御三家共演、NHK『みんなのうた』                                                                                       |
| 169 | 2002年12月4日  | VICL-35453    | 北回帰線                                    | ねぶた節、龍飛抄 〜義経北帰行〜       | |
| 170 | 2004年8月14日  | NCS-433       | 燃えろ水戸の夏まつり                        | お元気人生                            | |
| 171 | 2005年2月18日  | VISL-30591    | 盆ダンス                                    | 優駿の風、テムジン                    | |
| 172 | 2006年11月29日 | VICL-36196    | 花火音頭                                    | 炭坑節、東京音頭                      | |
| 173 | 2008年5月17日  | VICL-36429    | いのちのうた（コロブチカ）                  | ジェンカ、山のロザリア                | c/w「ジェンカ」は映画『クレヨンしんちゃん 爆盛!カンフーボーイズ〜拉麺大乱〜』挿入歌                                   |
| 174 | 2009年3月18日  | VICL-36494    | ゆるキャラ音頭                              | ゆるキャラ音頭 （ショートバージョン） | |
| 175 | 2009年8月19日  | VICL-36524    | 母を恋うる歌                                | 密やかな野望                          | |
| 176 | 2010年6月18日  | VICL-36588    | 生きて、悔いなし                            | 旅の支度                              | |
| 177 | 2011年9月21日  | VICL-36664    | 東北音頭                                    | 鶴                                    | |
| 178 | 2013年8月28日  | VICL-36815    | 夢の轍                                      | 月                                    | |
| 179 | 2015年2月25日  | VICL-37017    | 長州にて候                                  | 松                                    | |
| 180 | 2016年7月20日  | VICL-37185    | ちゃっきり茶太郎                            | 2020音頭・来たれ!希望の新時代         | |
| 181 | 2018年7月25日  | VICL-37395    | 君の手を                                    | サンシャイン                          | 共演:林よしこ |
| 182 | 2020年7月1日   | VICL-37551    | 恋せよカトリーヌ                            | この世のおまけ「60周年ご挨拶」        | 60周年記念曲 60周年メッセージ入り                                                                                     |
| 183 | 2021年12月22日 | VICL-37615    | この道を真っすぐに                          | 「この道」「この世を花にするために」  | |

…シングルリスト掲載曲のみ（他に企画盤、社歌、CM、プライベート盤などの各種シングルあり）

### オリジナル・アルバム
- 橋幸夫・民謡をうたう（1964年12月発売）
- 妻恋道中（1969年1月5日発売）
- あすは君たちのもの（1969年11月5日発売） 吉永小百合と共演
- 橋幸夫12の愛を歌う（1970年5月3日発売）
- 裏町人生（1970年10月5日発売）
- ふるさとの歌（1971年7月5日発売）
- 艶歌（1972年4月発売）
- 橋幸夫オリジナルを唄う 何処へ（1972年8月5日発売）
- 決定版 子連れ狼（1972年9月発売）＜COLEZO！＞で復刻 2005/3（VICL-41193）
- 軍歌を唄う〜誉れ高き戦友の歌〜（1973年9月発売）
- 源氏物語（1975年5月25日発売）
- ふたり（1976年9月25日発売）
- 漂う男の哀愁（1976年11月15日発売）
- 股旅グラフィティ（1977年11月25日発売）
- またたびの詩（1978年6月25日発売）
- 大東京音頭 [1979/9月発売]
- 街のコスモス（1979年10月1日発売）
- 中山七里（1979年7月5日発売）
- さ・そ・い・雨（1981年11月21日発売）
- 新しい出発…ささえ（1983年7月21日発売）
- ニューヒット演歌12 浪花恋しぐれ（1983年10月21日発売）
- 演歌哀愁の旅（1984年5月21日発売）
- 橋幸夫・最新ヒットを唄う（1984年9月25日発売）
- 歌…そして絆（1985年3月21日発売）
- 日本列島三度笠（1985年7月5日発売）
- 人生祝いうた（1985年11月5日発売）
- デュエット12（1986年11月21日発売） テン・リーとのデュエット
- 翔（1990年9月21日発売）
- 日本の歌（1998年5月3日発売）
- 元祖、股旅ここにあり！（2001年11月21日発売）
- 日本浪漫（2002年5月3日発売）
- 元祖リズム歌謡（2005年7月21日発売）

### ベスト・アルバム
LP盤形式、カセットテープ形式、CD形式を含め百数十種を超える。特徴的もの、最近のものに限って掲載
- 『橋幸夫傑作集』（1960年、ファーストアルバム、LP盤（25cm）第9集まで制作された。）
- 『橋幸夫オールヒットメロディー第1集』（1961年、LP盤30cm形式でのファーストアルバム。第4集まで制作された。）
- 『唄う橋幸夫 颯爽股旅篇』（JV-50951964年、初の股旅・時代歌謡に特化したベストアルバム）
- 『橋幸夫ステレオハイライト』（1964年、ステレオの普及に伴い新シリーズで発売 第7集まで制作された）
- 『橋幸夫ゴールデンヒットアルバム第1集』（JV166-167、1965年、2枚組となったモノラルのベスト盤で、「股旅・時代歌謡」「青春・現代歌謡」に再編。）
- 『橋幸夫ゴールデンシリーズ』（SJV151-152、1965年、2枚組となったベスト盤、ステレオ）
- 『黄金の声』（LP・JV-229-S、JV-230-S、1967年3月、1967年霧氷での日本レコード大賞2回受賞記念で制作。）
- 『恋のメキシカン・ロック／橋幸夫ベスト・ヒット・14』（LP・SJV-290、1967年）
- 『颯爽!橋幸夫の股旅篇』（LP・SJV-336、1968年2月）
- 『橋幸夫ゴールデンヒット曲集』（LP・SJV-365、1968年8月）
- 『京都・神戸・銀座／橋幸夫ヒット曲集』（LP・SJV-415、1969年8月）
- 『子連れ狼/橋幸夫ベスト・ヒット』（LP・SJV-549、1972年）
- 『颯爽!橋幸夫 股旅名曲集』（LP・SJX-10032、1972年7月）（復刻、VICL-41192、2005/3、＜COLEZO！＞）
- 『橋幸夫グランドデラックス』（LP・GX-10、1974年）
- 『橋幸夫／ベスト・ヒット14』（32RR-0001、1985年6月、リバスター）
- 『橋幸夫／ベスト・シングル・コレクション』（RVCI-00003、1990年12月、リバスター）
- 『橋幸夫／全曲集』（VDR-1095、1985年11月）
- 『股旅演歌ベスト＜潮来笠から子連れ狼まで＞』1986/5（VDR-1195）
- 『橋幸夫／全曲集』（VDRY-30005、1989年10月）
- 『スイム!スイム!スイム!』（VICL-2008、1990年8月）（再版、VICL-61713、2005年07月）監修：厚家羅漢
- 『橋幸夫全曲集』 （VICL-74、1990年10月）
- 『豪華版 橋幸夫全曲集』（VICL-40059〜60、1992年10月、CD2枚組）
- 『橋幸夫全曲集』（VICL-453、1993年10月）
- 『橋幸夫ベスト・オブ・ベスト』（VICT-15016、1994年6月）
- 『橋幸夫／股旅〜ベスト・オブ・ベスト』（VICT-15078、1994年10月）
- 『橋幸夫＜TWIN BEST＞』（VICL-40145〜6、1995年6月、CD2枚組）
- 『橋幸夫』（VICL-8160、1995年10月）
- 『橋幸夫＜BEST ONE＞』（VICL-816、1996年10月）
- 『橋幸夫＜TWIN BEST＞』（VICL-41033〜4、1998年11月、CD2枚組）
- 『橋幸夫全曲集』（VICL-60474、1999年10月）
- 『橋幸夫が選んだ橋幸夫ベスト40曲』（VICL-60641〜2、2000年10月、CD2枚組、自選ベスト）
- 『橋幸夫全曲集』（VICL-60812、2001年10月）
- 『橋幸夫全曲集』（VICL-61251、2003年11月）
- 『橋幸夫スーパーベスト』（ASB-1018、2005年11月）
- 『橋幸夫ベスト〜盆ダンス〜』（VICL-61820、2005年11月）
- 『橋幸夫ベスト〜踊り唄〜』（VICL-63156、2008年11月）
- 『橋幸夫ザ・ベスト』（VICL-63901、2012年7月）
- 『橋幸夫ベストヒット』（BHST-153、2015年7月）
- 『60周年記念デュエットベスト〜星よりひそかに 雨よりやさしく〜』2019/7（VICL-65207）
- 『橋幸夫ベストヒット全曲集』2021/12（VICL-65645～6）

…全曲集やベストの名称で数多く制作されている。

### 記念アルバム
- 『翔（はばたく）』（RVCI-00001、1990年4月、芸能生活30周年記念盤、橋幸夫が二人の恩師吉田正・遠藤実と組んで制作）
- 『歌の架け橋』（VICL-61843〜5、2005年12月、芸能生活45周年記念盤、隠れた名曲も含め全50曲、ヒット曲に加えシングルB面曲を厳選し初CD化もある）
- 『道程（みちのり）』（VIZL-584、2010年6月、芸能生活50周年記念盤、ヒット曲のニューアレンジやセルフカヴァーの、ベスト・ソング集、PVなどを収録したCD2枚+DVD1枚の3枚組）

### ライブ・アルバム
- 橋幸夫はじめてのリサイタル （1971年3月5日発売、1970年9月東京サンケイホール、10月大阪厚生年金会館でのライブ録音）
- 橋幸夫 アメリカで唄う （1974年10月5日発売、1974年7月13日ロサンゼルス、シュライン・オーディトリアムでライブ録音）
- 橋幸夫20周年記念コンサート （1981年5月25日発売、1980年11月17日東京芝郵便貯金ホールでのライブ録音）

### 全集
- 橋幸夫大全集（LP 6枚組、70曲+オリジナル6曲、1969年10月発売）
- 橋幸夫大全集（CD-BOX 6枚組 全114曲収録、1993年9月20日発売）
- 橋幸夫のすべて（CD-BOX 5枚組 全105曲収録、2011年2月8日発売）
- 橋幸夫ベスト100+カラオケ15（CD-BOX 5+1枚組、2015年10月28日発売）
- 翼-60th Anniversary Premium Box-（CD-BOX 8+DVD1枚組、2020年12月2日発売）

### 楽曲提供
- センチュリーエンジニアリング株式会社社歌（作曲）
- 信州蓼科温泉九増兵衛餅音頭（作曲）
- 東京都豊島区立西池袋中学校校歌「北斗の星を」（作曲）

### ミュージックブック
- 橋幸夫ゴールデン・アワー（MBK3014、1962年3月発売）
- 橋幸夫ダイヤモンド・アワー（MBK3025、1962年9月発売）
- 橋幸夫ダイナミック・アワー（SMB3010、1963年1月発売）
- 橋幸夫ラッキー・アワー（MBK3062、1963年6月発売）
- 橋幸夫チャリティ・ショウ（MBK6008、1963年9月発売）「いつでも夢を」120万枚突破記念
- 橋幸夫・吉永小百合 夢のコンビ（MBK3083、1963年12月発売）
- 橋幸夫ミリオン・アワー（SMB3010、1964年1月発売）
- 橋幸夫グランド・アワー（MBK3101、1964年4月発売）
- あゝ特別攻撃隊（MBK3104、1964年6月発売）
- そこは青い空だった 橋幸夫・吉永小百合・夢のコンビ2（MBK3108、1964年8月発売）
- 橋幸夫傑作集（時代物篇） （MBK3111、1964年9月発売）
- 恋をするなら（MBK3115、1964年11月発売）
- 涙にさよならを（MBK3123、1965年1月発売）
- 橋幸夫黒田節（SB3024、1965年4月発売）
- 恋のインターチェンジ（MBK3127、1965年5月発売）
- あの娘と僕（SB3029、1965年8月発売）
- 橋幸夫ベスト12曲（SB4501、1965年9月発売）
- 月の舞妓はん（MB302、1965年11月発売）
- 僕等らはみんな恋人さ（SB3030、1965年12月発売）
- 橋幸夫トップ12曲（SB4506、1966年3月発売）
- 雨の中の二人（SB3034、1966年8月発売）
- 恋と涙の太陽（SB3037、1967年1月発売）
- 橋幸夫ヒット12曲（SB4532、1967年7月発売）
- 橋幸夫ゴールデン・アルバム（SB8503、1968年5月発売）
- 花太郎笠（SB1005、1968年11月発売）
- その他

## 出演

### 映画

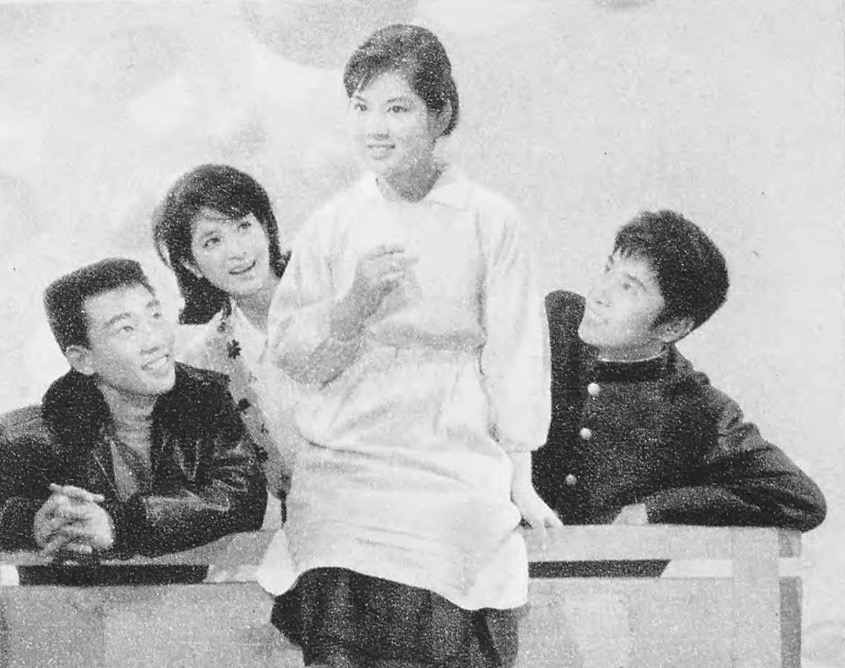
『いつでも夢を』（1963年）

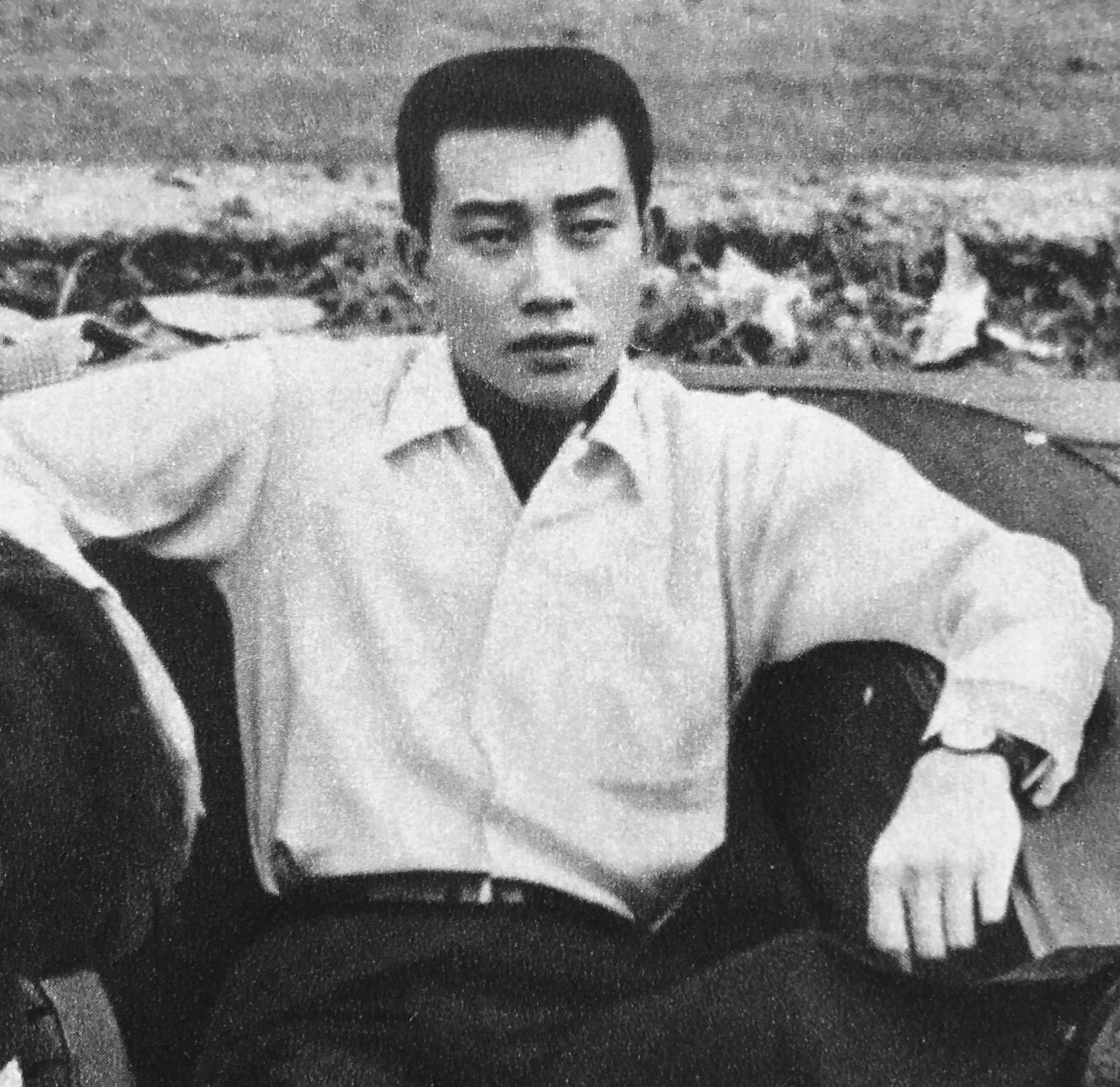
『涙にさよならを』（1965年）

1. 潮来笠（大映京都、1961年）小林勝彦・近藤美恵子・橋幸夫
2. 木曽ぶし三度笠（大映京都、1961年）小林勝彦・三田村元・橋幸夫
3. おけさ唄えば（大映京都、1961年）市川雷蔵・橋幸夫・水谷良重
4. 喧嘩富士（大映京都、1961年）勝新太郎・橋幸夫・小林勝彦
5. 磯ぶし源太（大映京都、1961年）橋幸夫・鶴見丈二
6. すっとび仁義（大映京都、1961年）橋幸夫・姿美千子・中村珠緒
7. 明日を呼ぶ港（大映京都、1961年）本郷功次郎・橋幸夫・叶順子
8. 花の兄弟（大映京都、1961年）市川雷蔵・橋幸夫・姿美千子
9. 江梨子（大映京都、1962年）橋幸夫・三条魔子
10. 悲恋の若武者（大映京都、1962年）橋幸夫・三条江梨子・姿美千子
11. あした逢う人（大映京都、1962年）本郷功次郎・橋幸夫・叶順子
12. 花の折鶴笠（東映京都、1962年）大川橋蔵・橋幸夫・北条きく子
13. いつでも夢を（日活、1963年）吉永小百合・浜田光夫・橋幸夫
14. 若いやつ（松竹京都、1963年）橋幸夫・倍賞千恵子
15. 舞妓はん（松竹京都、1963年）橋幸夫・倍賞千恵子
16. 東京オリンピック音頭・恋愛特ダネ合戦（松竹大船、1963年）田村高廣・香山美子・（橋幸夫）
17. 月夜の渡り鳥（松竹京都、1963年）橋幸夫・倍賞千恵子・ 高峰三枝子
18. 花の舞妓はん（松竹大船、1964年）橋幸夫・倍賞千恵子
19. 孤独（松竹大船、1964年）橋幸夫・桑野みゆき・高城丈二・ジン福田
20. 涙にさよならを（松竹大船、1965年）橋幸夫・香山美子
21. すっ飛び野郎（松竹京都、1965年）橋幸夫・丹波哲郎・倍賞千恵子
22. あの娘と僕 スイムスイムスイム（松竹大船、1965年）橋幸夫・香山美子
23. 赤い鷹（松竹大船、1965年）橋幸夫・倍賞千恵子
24. 雨の中の二人（松竹・ビクター、1966年）田村正和・中村晃子・（橋幸夫）
25. 恋と涙の太陽（松竹、1966年）橋幸夫・倍賞千恵子
26. 汐風の中の二人（松竹、1966年）竹脇無我・早瀬久美・（橋幸夫）
27. シンガポールの夜は更けて（松竹、1967年）橋幸夫・由美かおる・園江梨子
28. バラ色の二人（松竹・ビクター、1967年）橋幸夫・由美かおる
29. 恋のメキシカン・ロック 恋と夢と冒険（松竹、1967年）橋幸夫・由美かおる
30. 男なら振りむくな（松竹・ビクター・ワールドプロ、1967年）橋幸夫・加賀まりこ・田村正和・渥美清
31. 夜明けの二人（松竹、1968年）橋幸夫・黛ジュン・伴淳三郎・花沢徳衛
32. 恋の乙女川（松竹・ビクター、1969年）橋幸夫・尾崎奈々・永井秀和
33. ひばり橋の花と喧嘩（松竹、1969年）美空ひばり・橋幸夫
34. 東京⇔パリ 青春の条件（松竹・ワールドプロ、1970年）橋・舟木・西郷・黛ジュン・三田明

### NHK紅白歌合戦出場歴
※出演順は「出演順/出場者数」。
| 年度               | 放送回 | 回数 | 曲目                  | 出演順 | 対戦相手        | 備考                        |
| ------------------ | ------ | ---- | --------------------- | ------ | --------------- | --------------------------- |
| 1960年（昭和35年） | 第11回 | 初   | 潮来笠                | 03/27  | 花村菊江        | 紅白初出場                  |
| 1961年（昭和36年） | 第12回 | 2    | 南海の美少年          | 14/25  | 美空ひばり      |                             |
| 1962年（昭和37年） | 第13回 | 3    | いつでも夢を          | 14/25  | 江利チエミ      |                             |
| 1963年（昭和38年） | 第14回 | 4    | お嬢吉三              | 15/25  | 西田佐知子      |                             |
| 1964年（昭和39年） | 第15回 | 5    | 恋をするなら          | 23/25  | 吉永小百合      |                             |
| 1965年（昭和40年） | 第16回 | 6    | あの娘と僕            | 25/25  | 美空ひばり（2） | トリ                        |
| 1966年（昭和41年） | 第17回 | 7    | 霧氷                  | 13/25  | 江利チエミ（2） |                             |
| 1967年（昭和42年） | 第18回 | 8    | 若者の子守唄          | 12/23  | 島倉千代子      |                             |
| 1968年（昭和43年） | 第19回 | 9    | 赤い夕陽の三度笠      | 23/23  | 美空ひばり（3） | トリ（2）                   |
| 1969年（昭和44年） | 第20回 | 10   | 京都・神戸・銀座      | 13/23  | 弘田三枝子      |                             |
| 1970年（昭和45年） | 第21回 | 11   | いつでも夢を（2回目） | 06/24  | 黛ジュン        |                             |
| 1971年（昭和46年） | 第22回 | 12   | 次郎長笠              | 21/25  | 眞帆志ぶき      |                             |
| 1972年（昭和47年） | 第23回 | 13   | 子連れ狼              | 19/23  | 都はるみ        |                             |
| 1973年（昭和48年） | 第24回 | 14   | 潮来笠（2回目）       | 06/22  | 和田アキ子      |                             |
| 1974年（昭和49年） | 第25回 | 15   | 沓掛時次郎            | 12/25  | 森山良子        |                             |
| 1975年（昭和50年） | 第26回 | 16   | 木曽ぶし三度笠        | 15/24  | 西川峰子        |                             |
| 1976年（昭和51年） | 第27回 | 17   | 俺ら次郎長            | 12/24  | いしだあゆみ    |                             |
| 1990年（平成2年）  | 第41回 | 18   | いつでも夢を（3回目） | 17/29  | マルシア        | 14年ぶりの出場              |
| 1998年（平成10年） | 第49回 | 19   | いつでも夢を（4回目） | 10/25  | 伍代夏子        | 8年ぶりの出場・ 第1部大トリ |

### テレビドラマ
- 俺ら次郎長（1961年、TBS）
- 若いやつ〜橋幸夫ショー〜（1962年、TBS）
- 雲が呼んでいる（1962年、NHK総合）
- 虹の設計（1964年、NHK総合）
- てなもんや三度笠（ABC）
- 花の新入社員（1967年）
- 徳川おんな絵巻（1971年、関西テレビ） - 源太
  - 第34話「母恋い三度笠」
  - 第35話「涙の祭り囃子」
- 江戸巷談 花の日本橋（1972年、関西テレビ）
- ご存知時代劇 伊豆の佐太郎（1973年、NET）
- 夫婦日記 タコ焼き夫婦（1973年、日本テレビ）
- グランド劇場「祭りのあとに」（1973年、日本テレビ）
- ご存じ金さん捕物帳（1974年 - 1975年、NET） - 遠山金四郎景元
- 大江戸捜査網 第345話「やくざ同心怒りの復讐」（1978年、12ch） - 一色兵馬
- 水戸黄門（TBS / C.A.L）
  - 第9部 第3話「狐が唄った相馬盆唄 -相馬-」（1978年8月21日） - 弥太郎役
  - 第12部 第9話「闇に閃く白頭巾 -膳所-」（1981年10月26日） - 膳所藩士・安川文五郎
  - 第28部 第34話「日の本一の謎の影武者 -博多-」（2000年11月20日） - 博多人形職人青山久蔵・福岡藩主黒田綱政（一人二役）
  - 第29部〜第30部、1000回記念スペシャル（2001年 - 2003年） - 尾張藩主徳川光友
- 斬り捨て御免!（1980年、12ch） - 朝倉丹波
- 新・大江戸捜査網（1984年、テレビ東京） - 隠密同心・榊原長庵
- ドラマ23 順送りの恋人（1988年）
- 金曜ドラマシアター お母さんは宇宙人（1991年）[37]
- 王様のレストラン（1995年）
- オールスター忠臣蔵（1999年、NHK総合）
- 火曜サスペンス劇場 警部補 佃次郎（2005年）
- 連続テレビ小説 あまちゃん（2013年、NHK総合） - 本人役
- ノーサイド・ゲーム（2019年、TBS） - 富永重信

### 情報・バラエティ番組
- ウィークエンド東京（東京12チャンネル）1979年4月～1981年3月、司会役
- 橋幸夫のゴルフは楽し（東京12チャンネル）1980年10月～1982年3月、ホスト役
- クイズ!年の差なんて
- タモリのネタでNIGHTフィーバー!（フジテレビ）
- THE夜もヒッパレ（日本テレビ）

### ラジオ番組
- 橋幸夫のかけっぱなし30分（TBSラジオ、1983年 - 1984年）
- 橋幸夫の地球楽団（TBSラジオ、2012年10月7日 - 2017年3月26日）
- 橋幸夫のアイラブスポーツ（文化放送）
- 真夜中ギンギラ大放送（ラジオ関西）

### CM
- クボタ - トラクター「L」シリーズ／「ブルトラ」シリーズ、コンバイン「NX」シリーズ等
- 日本コカ・コーラ - 「アクエリアス」CMソング（1995年）
- サンヨー食品 - 「サッポロ一番」シリーズ
- カゴメ - 「サルサ」（1999年）
- アイダ設計 - 「企業CM」（2007年4月〜2008年3月）

## 書籍

### 橋幸夫関連の雑誌増刊号・特集号
- 『木曽ぶし三度笠/橋幸夫特集号』「別冊近代映画」昭和36年4月1日号 5巻7号通巻71号
- 『おけさ唄えば特集号』「別冊近代映画」昭和36年5月15日号 5巻10号通巻74号
- 『あなたの橋幸夫』「明星臨時増刊」昭和36年6月15日号 第10巻8号通巻899号
- 『橋幸夫の磯ぶし源太特集号』「別冊近代映画」昭和36年8月15日号 5巻16号通巻80号
- 『橋幸夫写真全集』「近代映画臨時増刊」昭和36年9月15日号 17巻13号通巻208号
- 『すっとび仁義特集号』「別冊近代映画」昭和36年10月15日号 第5巻20号通巻84号
- 『明日を呼ぶ港特集号』「別冊近代映画」昭和36年12月15日号 第5巻24号通巻88号
- 『橋幸夫花のステージ特集号』「別冊近代映画」昭和37年2月15日号 6巻5号通巻93号
- 『橋幸夫アルバム・悲恋の若武者特集』「別冊近代映画」昭和37年8月1日号 6巻12号通巻100号
- 『唄う橋幸夫特別号』「別冊近代映画」昭和37年12月1日号 6巻16号通巻104号
- 『花の折鶴笠特集号』「別冊近代映画」昭和38年1月1日号号 7巻1号通巻105号
- 『橋幸夫写真全集第2集』「別冊近代映画」昭和38年3月1日号 7巻5号通巻109号
- 『橋幸夫の若いやつ特集号』「別冊近代映画」昭和38年4月1日号 7巻6号通巻110号
- 『舞妓はん特集号』「別冊近代映画」昭和38年9月1日号号 7巻12号通巻116号
- 『唄う王者橋幸夫特別号』「別冊近代映画」昭和38年10月15日号 7巻14号通巻118号
- 『橋幸夫アルバム第2集』「別冊近代映画」昭和39年3月15日号 8巻5号通巻127号
- 『花の舞妓はん特集号』「別冊近代映画」昭和39年5月1日号 8巻8号通巻130号
- 『橋幸夫デラックスグラフ』「別冊近代映画」昭和40年9月15日号 9巻13号通巻152号
- 『新歌舞伎座公演記念橋幸夫特集号』「近代映画臨時増刊」昭和41年4月15日号 22巻7号通巻281号

他

### 著書
- 橋幸夫著『男と女はこうなる:橋幸夫の運命学入門』ISBN 4-584-00481-1 ベストセラーズ(東京) 1982/10
- 橋幸夫著『恋の運命学:素晴しい愛と幸せをあなたに』広済堂出版(東京) 1985/1
- 橋幸夫著『お母さんは宇宙人』ISBN 4-915664-06-6 サンブリッジ(東京) 1990/5
- 橋幸夫・小野善太郎著『橋幸夫歌謡魂』ISBN 4-948735-16-7 ワイズ出版(東京) 1993/6
- 橋幸夫著『宇宙人(ボケ老人)バンザイ!』ISBN 4-09-396251-0 小学館(東京) 1995/7
- 橋幸夫・橋凡子著『別れなかった理由:夫婦の絆を求めて』ISBN 4-418-01503-5 世界文化社(東京) 2001/2
- 橋幸夫著『夢の架け橋』ISBN 4-915664-03-1 サンブリッジ(東京) 2005/2
- 橋幸夫著『シオクルカサ(潮来笠)の不思議な世界:エピソードで綴る波乱の歌手伝説』ISBN 978-4-87969-106-4 日刊現代(東京) 2007/4
- 橋幸夫著『宇宙人からの贈りもの:認知症の母の介護体験が私にくれた大切な愛と心と生きる知恵』ISBN 978-4-331-51351-4 廣済堂あかつき出版事業部(東京) 2008/12

その他

### 写真集
- 橋幸夫写真集（2016年／発行者：株式会社ピラミッド・ムー、株式会社プロダクション久保田 発行元：株式会社SOON）

他に雑誌の増刊号や特集号での写真集あり

## コラム
- 静岡新聞 夕刊コラム『窓辺』（毎週月曜担当、2020年10月5日号 - 12月28日号 ）

## 橋幸夫のものまねをする芸能人
- ぼんちおさむ
- コロッケ
- 清水アキラ
- 団しん也
- 尾形大作
- 木村卓寛（天津）
- テコンドー近藤（センリーズ）

## 橋幸夫を演じた俳優
- 清水良太郎 - NHK朝の連続テレビ小説 「あまちゃん」